# Gara Buzău Nord
Buzău Nord este o gară care deservește cartierul Simileasca din nordul municipiului Buzău, România. 